# یخچال قدیمی علی‌آباد
یخچال قدیمی علی‌آباد با قدمت قاجاریان به شمارهٔ ثبت ۱۰۸۰۸ در تاریخ ۱۳۸۲/۱۱/۰۲ به ثبت آثار ملی ایران رسید. این یخدان در شهرستان اسلامشهر، بخش مرکزی، دهستان احمدآباد مستوفی، روستای علی‌آباد قرار دارد.